# Comuni del Venezuela

Carta del Venezuela con le suddivisioni comunali

I comuni del Venezuela (municipios) rappresentano la suddivisione territoriale di secondo livello del Paese, dopo gli stati, e sono in tutto 355, per una media di 14 a stato; sono a loro volta suddivisi in parrocchie civili.
La superficie dei comuni varia dai 12 km² del comune di Diego Bautista Urbaneja nello stato di Anzoátegui, ai 54.388 km² del comune di Angostura nello stato di Bolívar.

## Lista

### Amazonas
| Mappa | Comune       | Capoluogo               | Popolazione (2011) | Superficie (km²) |
| ----- | ------------ | ----------------------- | ------------------ | ---------------- |
|       | Alto Orinoco | La Esmeralda            | 12 687             | 49 217           |
|       | Atabapo      | San Fernando de Atabapo | 9 169              | 25 062           |
|       | Atures       | Puerto Ayacucho         | 104 228            | 7 302            |
|       | Autana       | Isla Ratón              | 8 352              | 12 291           |
|       | Manapiare    | San Juan de Manapiare   | 7 715              | 32 042           |
|       | Maroa        | Maroa                   | 2 029              | 13 802           |
|       | Río Negro    | San Carlos de Río Negro | 2 300              | 37 903           |

### Anzoátegui
| Mappa | Comune                        | Capoluogo           | Popolazione (2011) | Superficie (km²) |
| ----- | ----------------------------- | ------------------- | ------------------ | ---------------- |
|       | Anaco                         | Anaco               | 122 634            | 795              |
|       | Aragua                        | Aragua de Barcelona | 29 168             | 2 624            |
|       | Diego Bautista Urbaneja       | Lechería            | 37 829             | 12               |
|       | Fernando de Peñalver          | Puerto Píritu       | 33 437             | 643              |
|       | Francisco de Miranda          | Pariaguán           | 43 173             | 5 334            |
|       | Francisco del Carmen Carvajal | Valle de Guanape    | 14 653             | 125              |
|       | Guanta                        | Guanta              | 30 891             | 67               |
|       | Independencia                 | Soledad             | 30 016             | 5 929            |
|       | José Gregorio Monagas         | Mapire              | 17 534             | 9 176            |
|       | Juan Antonio Sotillo          | Puerto La Cruz      | 244 728            | 244              |
|       | Juan Manuel Cajigal           | Onoto               | 13 476             | 1 741            |
|       | Libertad                      | San Mateo           | 14 437             | 2 043            |
|       | Manuel Ezequiel Bruzual       | Clarines            | 32 655             | 1 566            |
|       | Pedro María Freites           | Cantaura            | 73 121             | 7 153            |
|       | Píritu                        | Píritu              | 23 248             | 225              |
|       | San José de Guanipa           | San José de Guanipa | 76 398             | 792              |
|       | San Juan de Capistrano        | Boca de Uchire      | 9 047              | 123              |
|       | Santa Ana                     | Santa Ana           | 9 636              | 1 184            |
|       | Simón Bolívar                 | Barcelona           | 421 424            | 1 706            |
|       | Simón Rodríguez               | El Tigre            | 182 474            | 703              |
|       | Sir Artur McGregor            | El Chaparro         | 9 768              | 1 115            |

### Apure
| Mappa | Comune          | Capoluogo             | Popolazione (2011) | Superficie (km²) |
| ----- | --------------- | --------------------- | ------------------ | ---------------- |
|       | Achaguas        | Achaguas              | 58 516             | 15 754           |
|       | Biruaca         | Biruaca               | 54 323             | 1 281            |
|       | Muñoz           | Bruzual               | 27 542             | 7 925            |
|       | Páez            | Guasdualito           | 100 125            | 12 820           |
|       | Pedro Camejo    | San Juan de Payara    | 28 966             | 20 519           |
|       | Rómulo Gallegos | Elorza                | 24 418             | 12 219           |
|       | San Fernando    | San Fernando de Apure | 165 135            | 5 982            |

### Aragua
| Mappa | Comune                      | Capoluogo           | Popolazione (2011) | Superficie (km²) |
| ----- | --------------------------- | ------------------- | ------------------ | ---------------- |
|       | Bolívar                     | San Mateo           | 38 047             | 58               |
|       | Camatagua                   | Camatagua           | 16 627             | 780              |
|       | Francisco Linares Alcántara | Santa Rita          | 123 122            | 24               |
|       | Girardot                    | Maracay             | 407 109            | 302              |
|       | José Angel Lamas            | Santa Cruz          | 32 981             | 20               |
|       | José Félix Ribas            | La Victoria         | 143 501            | 385              |
|       | José Rafael Revenga         | El Consejo          | 48 800             | 181              |
|       | Libertador                  | Palo Negro          | 114 355            | 52               |
|       | Mario Briceño Iragorry      | El Limón            | 99 852             | 54               |
|       | Ocumare de la Costa de Oro  | Ocumare de la Costa | 12 816             | 339              |
|       | San Casimiro                | San Casimiro        | 25 540             | 498              |
|       | San Sebastián               | San Sebastián       | 23 279             | 491              |
|       | Santiago Mariño             | Turmero             | 211 010            | 497              |
|       | Santos Michelena            | Las Tejerías        | 38 574             | 220              |
|       | Sucre                       | Cagua               | 114 509            | 76               |
|       | Tovar                       | La Colonia Tovar    | 14 161             | 270              |
|       | Urdaneta                    | Barbacoas           | 21 271             | 2 024            |
|       | Zamora                      | Villa de Cura       | 144 754            | 649              |

### Barinas
| Mappa | Comune                   | Capoluogo         | Popolazione (2011) | Superficie (km²) |
| ----- | ------------------------ | ----------------- | ------------------ | ---------------- |
|       | Alberto Arvelo Torrealba | Sabaneta          | 41 232             | 769              |
|       | Andrés Eloy Blanco       | El Canton         | 16 144             | 1 493            |
|       | Antonio José de Sucre    | Socopo            | 81 665             | 2 975            |
|       | Arismendi                | Arismendi         | 23 727             | 7 209            |
|       | Barinas                  | Barinas           | 353 851            | 3 304            |
|       | Bolívar                  | Barinitas         | 52 872             | 1 047            |
|       | Cruz Paredes             | Barrancas         | 26 042             | 778              |
|       | Ezequiel Zamora          | Santa Bárbara     | 53 580             | 4 042            |
|       | Obispos                  | Obispos           | 37 493             | 1 753            |
|       | Pedraza                  | Ciudad Bolivia    | 65 390             | 6 693            |
|       | Rojas                    | Libertad          | 40 126             | 1 591            |
|       | Sosa                     | Ciudad de Nutrias | 24 142             | 3 546            |

### Bolívar
| Mappa | Comune            | Capoluogo             | Popolazione (2011) | Superficie (km²) |
| ----- | ----------------- | --------------------- | ------------------ | ---------------- |
|       | Angostura         | Ciudad Piar           | 40 927             | 54 388           |
|       | Caroní            | Ciudad Guayana        | 706 736            | 1 612            |
|       | Cedeño            | Caicara del Orinoco   | 67 000             | 46 020           |
|       | El Callao         | El Callao             | 21 769             | 2 223            |
|       | Gran Sabana       | Santa Elena de Uairén | 28 450             | 32 990           |
|       | Heres             | Ciudad Bolívar        | 342 280            | 5 851            |
|       | Padre Pedro Chien | El Palmar             | 15 488             | 2 275            |
|       | Piar              | Upata                 | 98 274             | 18 175           |
|       | Roscio            | Guasipati             | 21 750             | 6 182            |
|       | Sifontes          | Tumeremo              | 50 082             | 24 393           |
|       | Sucre             | Maripa                | 20 359             | 48 694           |

### Carabobo
| Mappa | Comune         | Capoluogo      | Popolazione (2011) | Superficie (km²) |
| ----- | -------------- | -------------- | ------------------ | ---------------- |
|       | Bejuma         | Bejuma         | 48 538             | 469              |
|       | Carlos Arvelo  | Güigüe         | 150 277            | 835              |
|       | Diego Ibarra   | Mariara        | 104 536            | 79               |
|       | Guacara        | Guacara        | 176 218            | 165              |
|       | Juan José Mora | Morón          | 69 236             | 453              |
|       | Libertador     | Tocuyito       | 166 166            | 558              |
|       | Los Guayos     | Los Guayos     | 149 606            | 64               |
|       | Miranda        | Miranda        | 29 092             | 161              |
|       | Montalbán      | Montalbán      | 24 908             | 107              |
|       | Naguanagua     | Naguanagua     | 157 437            | 188              |
|       | Puerto Cabello | Puerto Cabello | 182 493            | 434              |
|       | San Diego      | San Diego      | 93 257             | 106              |
|       | San Joaquín    | San Joaquín    | 64 124             | 127              |
|       | Valencia       | Valencia       | 829 856            | 623              |

- I comuni di Libertador, Los Guayos, Naguanagua, San Diego e Valencia costituiscono la città di Valencia.

### Cojedes
| Mappa | Comune                   | Capoluogo  | Popolazione (2011) | Superficie (km²) |
| ----- | ------------------------ | ---------- | ------------------ | ---------------- |
|       | Anzoátegui               | Cojedes    | 17 030             | 876              |
|       | Ezequiel Zamora          | San Carlos | 106 760            | 2 507            |
|       | Girardot                 | El Baúl    | 11 906             | 3 059            |
|       | Lima Blanco              | Macapo     | 9 454              | 133              |
|       | Pao de San Juan Bautista | El Pao     | 16 810             | 5 269            |
|       | Ricaurte                 | Libertad   | 12 657             | 977              |
|       | Rómulo Gallegos          | Las Vegas  | 18 297             | 66               |
|       | Tinaquillo               | Tinaquillo | 97 687             | 753              |
|       | Tinaco                   | Tinaco     | 32 564             | 1 160            |

### Distretto Capitale
| Mappa | Comune     | Capoluogo | Popolazione (2011) | Superficie (km²) |
| ----- | ---------- | --------- | ------------------ | ---------------- |
|       | Libertador | Caracas   | 1 943 901          | 186              |

### Delta Amacuro
| Mappa | Comune       | Capoluogo      | Popolazione (2011) | Superficie (km²) |
| ----- | ------------ | -------------- | ------------------ | ---------------- |
|       | Antonio Díaz | Curiapo        | 26 655             | 22 746           |
|       | Casacoima    | Sierra Imataca | 29 555             | 2 921            |
|       | Pedernales   | Pedernales     | 6 438              | 3 537            |
|       | Tucupita     | Tucupita       | 102 877            | 10 996           |

### Falcón
| Mappa | Comune            | Capoluogo                | Popolazione (2011) | Superficie (km²) |
| ----- | ----------------- | ------------------------ | ------------------ | ---------------- |
|       | Acosta            | San Juan de los Cayos    | 19 045             | 757              |
|       | Bolívar           | San Luis                 | 8 539              | 295              |
|       | Buchivacoa        | Capatárida               | 22 897             | 2 657            |
|       | Cacique Manaure   | Yaracal                  | 10 874             | 190              |
|       | Carirubana        | Punto Fijo               | 239 444            | 684              |
|       | Colina            | La Vela de Coro          | 41 510             | 582              |
|       | Dabajuro          | Dabajuro                 | 23 388             | 1 144            |
|       | Democracia        | Pedregal                 | 9 944              | 2 602            |
|       | Falcón            | Pueblo Nuevo             | 46 215             | 1 577            |
|       | Federación        | Churuguara               | 29 251             | 1 084            |
|       | Jacura            | Jacura                   | 11 232             | 1 842            |
|       | Los Taques        | Santa Cruz de Los Taques | 41 579             | 231              |
|       | Mauroa            | Mene de Mauroa           | 24 920             | 1 904            |
|       | Miranda           | Santa Ana de Coro        | 211 537            | 1 805            |
|       | Monseñor Iturriza | Chichiriviche            | 19 300             | 907              |
|       | Palmasola         | Palmasola                | 7 077              | 194              |
|       | Petit             | Cabure                   | 13 725             | 1 025            |
|       | Píritu            | Píritu                   | 10 628             | 1 168            |
|       | San Francisco     | Mirimire                 | 11 030             | 346              |
|       | Silva             | Tucacas                  | 32 193             | 537              |
|       | Sucre             | La Cruz de Taratara      | 5 781              | 840              |
|       | Tocopero          | Tocopero                 | 5 519              | 83               |
|       | Unión             | Santa Cruz de Bucaral    | 15 660             | 975              |
|       | Urumaco           | Urumaco                  | 8 349              | 752              |
|       | Zamora            | Puerto Cumarebo          | 33 210             | 619              |

### Guárico
| Mappa | Comune                   | Capoluogo              | Popolazione (2011) | Superficie (km²) |
| ----- | ------------------------ | ---------------------- | ------------------ | ---------------- |
|       | Camaguán                 | Camaguán               | 24 391             | 1 164            |
|       | Chaguaramas              | Chaguaramas            | 12 966             | 2 069            |
|       | El Socorro               | El Socorro             | 17 097             | 2 659            |
|       | Francisco de Miranda     | Calabozo               | 141 987            | 13 490           |
|       | José Félix Ribas         | Tucupido               | 38 408             | 2 792            |
|       | José Tadeo Monagas       | Altagracia de Orituco  | 74 559             | 3 455            |
|       | Juan Germán Roscio       | San Juan de los Morros | 126 178            | 1 497            |
|       | Julián Mellado           | El Sombrero            | 27 664             | 2 983            |
|       | Las Mercedes             | Las Mercedes           | 33 025             | 7 691            |
|       | Leonardo Infante         | Valle de la Pascua     | 120 889            | 10 613           |
|       | Ortiz                    | Ortiz                  | 23 755             | 4 129            |
|       | Pedro Zaraza             | Zaraza                 | 62 027             | 2 410            |
|       | San Gerónimo de Guayabal | Guayabal               | 20 206             | 4 357            |
|       | San José de Guaribe      | San José de Guaribe    | 11 426             | 1 128            |
|       | Santa María de Ipire     | Santa María de Ipire   | 13 161             | 4 549            |

### Lara
| Mappa | Comune             | Capoluogo    | Popolazione (2011) | Superficie (km²) |
| ----- | ------------------ | ------------ | ------------------ | ---------------- |
|       | Andrés Eloy Blanco | Sanare       | 47 245             | 872              |
|       | Crespo             | Duaca        | 49 958             | 776              |
|       | Iribarren          | Barquisimeto | 996 230            | 2 763            |
|       | Jiménez            | Quíbor       | 100 997            | 879              |
|       | Morán              | El Tocuyo    | 123 880            | 2 305            |
|       | Palavecino         | Cabudare     | 174 099            | 270              |
|       | Simón Planas       | Sarare       | 35 802             | 873              |
|       | Torres             | Carora       | 185 275            | 7 437            |
|       | Urdaneta           | Siquisique   | 61 381             | 3 625            |

### Mérida
| Mappa | Comune                  | Capoluogo               | Popolazione (2011) | Superficie (km²) |
| ----- | ----------------------- | ----------------------- | ------------------ | ---------------- |
|       | Alberto Adriani         | El Vigía                | 132 681            | 683              |
|       | Andrés Bello            | La Azulita              | 14 238             | 398              |
|       | Antonio Pinto Salinas   | Santa Cruz de Mora      | 24 006             | 348              |
|       | Aricagua                | Aricagua                | 4 242              | 790              |
|       | Arzobispo Chacón        | Canagua                 | 13 083             | 1 659            |
|       | Campo Elías             | Ejido                   | 99 873             | 609              |
|       | Caracciolo Parra Olmedo | Tucani                  | 27 632             | 689              |
|       | Cardenal Quintero       | Santo Domingo           | 9 441              | 350              |
|       | Guaraque                | Guaraque                | 9 064              | 533              |
|       | Julio César Salas       | Arapuey                 | 14 666             | 202              |
|       | Justo Briceño           | Torondoy                | 4 895              | 509              |
|       | Libertador              | Mérida                  | 217 537            | 803              |
|       | Miranda                 | Timotes                 | 21 882             | 408              |
|       | Obispo Ramos de Lora    | Santa Elena de Arenales | 24 774             | 321              |
|       | Padre Noguera           | Santa María de Caparo   | 3 188              | 206              |
|       | Pueblo Llano            | Pueblo Llano            | 10 730             | 89               |
|       | Rangel                  | Mucuchíes               | 19 008             | 517              |
|       | Rivas Dávila            | Bailadores              | 20 128             | 182              |
|       | Santos Marquina         | Tabay                   | 18 037             | 192              |
|       | Sucre                   | Lagunillas              | 55 840             | 946              |
|       | Tovar                   | Tovar                   | 38 455             | 184              |
|       | Tulio Febres Cordero    | Nueva Bolivia           | 34 030             | 560              |
|       | Zea                     | Zea                     | 11 162             | 122              |

### Miranda
| Mappa | Comune          | Capoluogo                            | Popolazione (2011) | Superficie (km²) |
| ----- | --------------- | ------------------------------------ | ------------------ | ---------------- |
|       | Acevedo         | Caucagua                             | 87 371             | 1 879            |
|       | Andrés Bello    | San José de Barlovento               | 20 981             | 114              |
|       | Baruta          | Nuestra Señora del Rosario de Baruta | 240 755            | 86               |
|       | Brión           | Higuerote                            | 58 940             | 531              |
|       | Buroz           | Mamporal                             | 27 515             | 198              |
|       | Carrizal        | Carrizal                             | 51 712             | 32               |
|       | Chacao          | Chacao                               | 61 213             | 13               |
|       | Cristóbal Rojas | Charallave                           | 117 888            | 120              |
|       | El Hatillo      | El Hatillo                           | 58 156             | 81               |
|       | Guaicaipuro     | Los Teques                           | 252 242            | 661              |
|       | Independencia   | Santa Teresa del Tuy                 | 138 776            | 284              |
|       | Lander          | Ocumare del Tuy                      | 144 947            | 478              |
|       | Los Salias      | San Antonio de los Altos             | 68 255             | 51               |
|       | Páez            | Río Chico                            | 37 944             | 963              |
|       | Paz Castillo    | Santa Lucía                          | 111 197            | 408              |
|       | Pedro Gual      | Cúpira                               | 21 831             | 925              |
|       | Plaza           | Guarenas                             | 209 987            | 180              |
|       | Simón Bolívar   | San Francisco de Yare                | 42 597             | 131              |
|       | Sucre           | Petare                               | 600 351            | 164              |
|       | Urdaneta        | Cúa                                  | 135 432            | 273              |
|       | Zamora          | Guatire                              | 187 075            | 378              |

### Monagas
| Mappa | Comune          | Capoluogo         | Popolazione (2011) | Superficie (km²) |
| ----- | --------------- | ----------------- | ------------------ | ---------------- |
|       | Acosta          | San Antonio       | 18 218             | 658              |
|       | Aguasay         | Aguasay           | 11 856             | 2 590            |
|       | Bolívar         | Caripito          | 38 648             | 358              |
|       | Caripe          | Caripe            | 33 738             | 947              |
|       | Cedeño          | Caiçara           | 34 463             | 1 855            |
|       | Ezequiel Zamora | Punta de Mata     | 62 751             | 477              |
|       | Libertador      | Temblador         | 45 274             | 2 402            |
|       | Maturín         | Maturín           | 542 259            | 14 427           |
|       | Piar            | Aragua de Maturín | 46 610             | 1 733            |
|       | Punceres        | Quiriquire        | 27 954             | 651              |
|       | Santa Bárbara   | Santa Bárbara     | 9 809              | 352              |
|       | Sotillo         | Barrancas         | 24 238             | 1 263            |
|       | Uracoa          | Uracoa            | 9 625              | 1 187            |

### Nueva Esparta
| Mappa | Comune               | Capoluogo                   | Popolazione (2011) | Superficie (km²) |
| ----- | -------------------- | --------------------------- | ------------------ | ---------------- |
|       | Antolín del Campo    | Plaza Paraguachi            | 28 294             | 66               |
|       | Arismendi            | La Asunción                 | 28 309             | 55               |
|       | Antonio Díaz         | San Juan Bautista           | 71 466             | 141              |
|       | García               | El Valle del Espíritu Santo | 68 490             | 89               |
|       | Gómez                | Santa Ana                   | 40 409             | 91               |
|       | Maneiro              | Pampatar                    | 48 952             | 38               |
|       | Marcano              | Juan Griego                 | 35 691             | 43               |
|       | Mariño               | Porlamar                    | 97 667             | 39               |
|       | Península de Macanao | Boca del Río                | 26 423             | 320              |
|       | Tubores              | Punta de Piedras            | 36 924             | 207              |
|       | Villalba             | San Pedro de Coche          | 8 985              | 61               |

### Portuguesa
| Mappa | Comune                        | Capoluogo             | Popolazione (2011) | Superficie (km²) |
| ----- | ----------------------------- | --------------------- | ------------------ | ---------------- |
|       | Agua Blanca                   | Agua Blanca           | 20 717             | 199              |
|       | Araure                        | Araure                | 151 334            | 640              |
|       | Esteller                      | Píritu                | 44 945             | 754              |
|       | Guanare                       | Guanare               | 192 644            | 2 008            |
|       | Guanarito                     | Guanarito             | 37 553             | 3 103            |
|       | Monseñor José Vicente de Unda | Paraíso de Chabasquén | 23 744             | 222              |
|       | Ospino                        | Ospino                | 49 228             | 1 675            |
|       | Páez                          | Acarigua              | 177 175            | 425              |
|       | Papelón                       | Papelón               | 16 191             | 2 203            |
|       | San Genaro de Boconoito       | Boconoito             | 23 757             | 1 031            |
|       | San Rafael de Onoto           | San Rafael de Onoto   | 17 623             | 187              |
|       | Santa Rosalía                 | El Playon             | 17 601             | 1 029            |
|       | Sucre                         | Biscucuy              | 41 037             | 400              |
|       | Turén                         | Villa Bruzual         | 62 947             | 1 324            |

### Sucre
| Mappa | Comune               | Capoluogo             | Popolazione (2011) | Superficie (km²) |
| ----- | -------------------- | --------------------- | ------------------ | ---------------- |
|       | Andrés Eloy Blanco   | Casanay               | 25 652             | 721              |
|       | Andrés Mata          | San José de Aerocuar  | 20 073             | 454              |
|       | Arismendi            | Río Caribe            | 47 200             | 769              |
|       | Benítez              | El Pilar              | 31 111             | 2 733            |
|       | Bermúdez             | Carúpano              | 138 798            | 203              |
|       | Bolívar              | Marigüitar            | 21 871             | 211              |
|       | Cajigal              | Yaguaraparo           | 20 915             | 365              |
|       | Cruz Salmerón Acosta | Araya                 | 34 936             | 612              |
|       | Libertador           | Tunapuy               | 9 586              | 469              |
|       | Mariño               | Irapa                 | 22 338             | 298              |
|       | Mejía                | San Antonio del Golfo | 14 300             | 1 080            |
|       | Montes               | Cumanacoa             | 53 889             | 1 480            |
|       | Ribero               | Cariaco               | 58 192             | 1 570            |
|       | Sucre                | Cumaná                | 358 919            | 598              |
|       | Valdez               | Güiria                | 38 511             | 237              |

### Táchira
| Mappa | Comune                 | Capoluogo               | Popolazione (2011) | Superficie (km²) |
| ----- | ---------------------- | ----------------------- | ------------------ | ---------------- |
|       | Andrés Bello           | Cordero                 | 20 358             | 102              |
|       | Antonio Rómulo Costa   | Las Mesas               | 10 061             | 130              |
|       | Ayacucho               | Colon                   | 59 335             | 507              |
|       | Bolivar                | San Antonio del Táchira | 61 630             | 198              |
|       | Cárdenas               | Táriba                  | 122 053            | 267              |
|       | Córdoba                | Santa Ana del Táchira   | 33 124             | 618              |
|       | Fernández Feo          | San Rafael del Piñal    | 45 891             | 1 130            |
|       | Francisco de Miranda   | San Jose de Bolivar     | 4 127              | 280              |
|       | García de Hevia        | La Fria                 | 48 476             | 911              |
|       | Guasimos               | Palmira                 | 43 236             | 38               |
|       | Independencia          | Capacho Nuevo           | 36 964             | 67               |
|       | Jáuregui               | La Grita                | 41 000             | 480              |
|       | José María Vargas      | El Cobre                | 9 879              | 229              |
|       | Junín                  | Rubio                   | 80 680             | 326              |
|       | Libertad               | Capacho Viejo           | 27 547             | 142              |
|       | Libertador             | Abejales                | 22 464             | 1 130            |
|       | Lobatera               | Lobatera                | 13 558             | 216              |
|       | Michelena              | Michelena               | 19 547             | 113              |
|       | Panamericano           | Coloncito               | 32 180             | 569              |
|       | Pedro María Ureña      | Ureña                   | 51 879             | 184              |
|       | Rafael Urdaneta        | Delicias                | 5 905              | 187              |
|       | Samuel Darío Maldonado | La Tendida              | 17 911             | 548              |
|       | San Cristobal          | San Cristobal           | 263 765            | 248              |
|       | San Judas Tadeo        | Umuquena                | 7 649              | 261              |
|       | Seboruco               | Seboruco                | 10 243             | 157              |
|       | Simón Rodríguez        | San Simon               | 2 445              | 70               |
|       | Sucre                  | Queniquea               | 7 320              | 407              |
|       | Torbes                 | San Josecito            | 49 577             | 123              |
|       | Uribante               | Pregonero               | 20 104             | 1 462            |

### Trujillo
| Mappa | Comune                        | Capoluogo         | Popolazione (2011) | Superficie (km²) |
| ----- | ----------------------------- | ----------------- | ------------------ | ---------------- |
|       | Andrés Bello                  | Santa Isabel      | 14 699             | 202              |
|       | Boconó                        | Boconó            | 83 176             | 1 365            |
|       | Bolívar                       | Sabana Grande     | 15 285             | 208              |
|       | Candelaria                    | Chejendé          | 27 811             | 411              |
|       | Carache                       | Carache           | 27 358             | 957              |
|       | Escuque                       | Escuque           | 27 128             | 165              |
|       | José Felipe Márquez Cañizales | El Paradero       | 4 551              | 648              |
|       | Juan Vicente Campo Elías      | Campo Elías       | 5 331              | 98               |
|       | La Ceiba                      | Santa Apolonia    | 19 031             | 386              |
|       | Miranda                       | El Dividive       | 21 305             | 374              |
|       | Monte Carmelo                 | Monte Carmelo     | 12 606             | 386              |
|       | Motatán                       | Motatán           | 19 777             | 115              |
|       | Pampán                        | Pampán            | 47 549             | 431              |
|       | Pampanito                     | Pampanito         | 28 521             | 93               |
|       | Rafael Rangel                 | Betijoque         | 22 153             | 120              |
|       | San Rafael de Carvajal        | Carvajal          | 55 409             | 77               |
|       | Sucre                         | Sabana de Mendoza | 30 715             | 214              |
|       | Trujillo                      | Trujillo          | 54 213             | 413              |
|       | Urdaneta                      | La Quebrada       | 33 620             | 497              |
|       | Valera                        | Valera            | 136 129            | 240              |

### Vargas
| Mappa | Comune | Capoluogo | Popolazione (2011) | Superficie (km²) |
| ----- | ------ | --------- | ------------------ | ---------------- |
|       | Vargas | La Guaira | 352 920            | 1 497            |

### Yaracuy
| Mappa | Comune             | Capoluogo       | Popolazione (2011) | Superficie (km²) |
| ----- | ------------------ | --------------- | ------------------ | ---------------- |
|       | Arístides Bastidas | San Pablo       | 20 485             | 74               |
|       | Bolívar            | Aroa            | 31 185             | 1 087            |
|       | Bruzual            | Chivacoa        | 69 732             | 417              |
|       | Cocorote           | Cocorote        | 41 481             | 135              |
|       | Independencia      | Independencia   | 57 811             | 98               |
|       | José Antonio Páez  | Sabana de Parra | 19 673             | 135              |
|       | La Trinidad        | Boraure         | 17 200             | 62               |
|       | Manuel Monge       | Yumare          | 13 180             | 474              |
|       | Nirgua             | Nirgua          | 58 932             | 2 274            |
|       | Peña               | Yaritagua       | 101 620            | 510              |
|       | San Felipe         | San Felipe      | 100 759            | 472              |
|       | Sucre              | Guama           | 18 988             | 133              |
|       | Urachiche          | Urachiche       | 21 966             | 170              |
|       | Veroes             | Farriar         | 27 840             | 1 059            |

### Zulia
| Mappa | Comune                  | Capoluogo                 | Popolazione (2011) | Superficie (km²) |
| ----- | ----------------------- | ------------------------- | ------------------ | ---------------- |
|       | Almirante Padilla       | El Toro                   | 11 929             | 151              |
|       | Baralt                  | San Timoteo               | 89 847             | 2 211            |
|       | Cabimas                 | Cabimas                   | 263 056            | 767              |
|       | Catatumbo               | Encontrados               | 40 702             | 5 225            |
|       | Colón                   | San Carlos del Zulia      | 128 729            | 3 368            |
|       | Francisco Javier Pulgar | Pueblo Nuevo/El Chivo     | 33 942             | 800              |
|       | Guajira                 | Sinamaica                 | 65 545             | 2 370            |
|       | Jesús Enrique Lossada   | La Concepción             | 118 756            | 3 533            |
|       | Jesús María Semprún     | Casigua el Cubo           | 30 484             | 6 003            |
|       | La Cañada de Urdaneta   | Concepción                | 82 210             | 2 073            |
|       | Lagunillas              | Ciudad Ojeda              | 203 435            | 1 024            |
|       | Machiques de Perijá     | Machiques                 | 122 734            | 9 493            |
|       | Mara                    | San Rafael del Moján      | 207 221            | 3 588            |
|       | Maracaibo               | Maracaibo                 | 1 459 448          | 478              |
|       | Miranda                 | Los Puertos de Altagracia | 97 463             | 2 255            |
|       | Rosario de Perijá       | La Villa del Rosario      | 85 006             | 3 914            |
|       | San Francisco           | San Francisco             | 446 757            | 126              |
|       | Santa Rita              | Santa Rita                | 59 866             | 578              |
|       | Simón Bolívar           | Tía Juana                 | 43 831             | 107              |
|       | Sucre                   | Bobures                   | 60 819             | 874              |
|       | Valmore Rodríguez       | Bachaquero                | 52 624             | 1 292            |